# Pince mésentérique
La pince mésentérique est une structure anatomique périvasculaire abdominale.

## La pince mésentérique physiologique

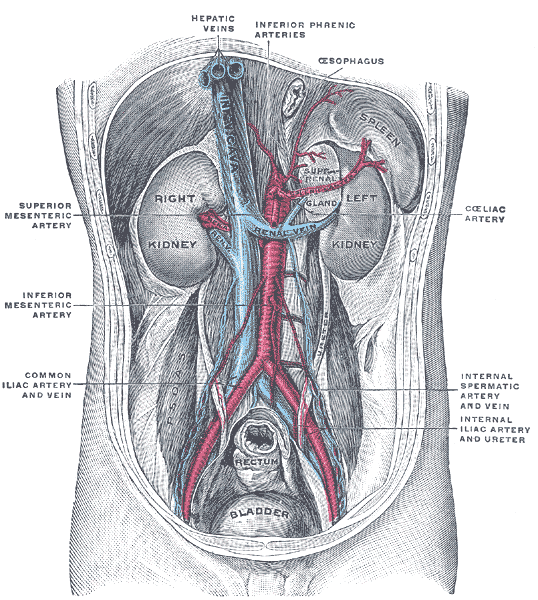
Veine rénale gauche enserrée par l'aorte et l'artère mésentérique supérieure (sectionnée)

On désigne sous le nom de « phénomène de la pince mésentérique » le passage de la veine rénale gauche dans le compas formé par l'aorte et l'artère mésentérique supérieure.
Il en résulte une variation physiologique des flux veineux en amont et en aval du compas, dont le rapport mesuré par échographie Doppler ne doit pas dépasser 5.
De même ce compas ne doit pas générer un gradient de pression entre les portions pré- et post-sténotiques supérieur à 1 mmHg (certains disent 3 mmHg).

## La pince mésentérique pathologique
Lorsque c'est le cas, ce qui est rare, la pince mésentérique devient symptomatique.
On se trouve dès lors en présence d'un syndrome de la pince mésentérique, caractérisé par :
1. des douleurs lombaires et iliaques unilatérales gauches, chroniques ou exacerbées par la marche et l'effort, éventuellement accompagnées de vomissements ;
2. souvent un syndrome de congestion pelvienne chez la femme ou un varicocele chez l’homme, en raison d’un reflux du sang de la veine rénale dans la veine gonadique gauche
3. une hématurie, microscopique ou macroscopique, assombrissement des urines de manière fugace ;
4. une protéinurie qui, lorsqu'elle est isolée, présente toutes les caractéristiques de la protéinurie orthostatique bénigne de l'adolescent.

Le diagnostic est soupçonné lors d'une étude échographique Doppler anormale, mais l’examen est peu spécifique et les faux négatifs sont courants. une morphologie peut être évocatrice à l'Imagerie par Résonance Magnétique. 
L’examen permettant une nette visualisation de la pince est le scanner avec injection de produit de contraste (angioscanner) Cependant, il doit être impérativement confirmé par mesure du gradient de pression réno-cave au moyen d'une phlébographie rénale gauche.
L’embolisation de la veine gonadique gauche est strictement déconseillée en cas de NCS car elle aggrave les symptômes. 
Le traitement est actuellement débattu. La chirurgie est lourde à proposer, et n'est réservée qu'aux pinces très invalidantes, ou à d'exceptionnels cas d'anémie imputables à la pince.
La voie endoveineuse (stent renal) plus élégante, donne des résultats limités dans le temps, et se grève de complications non négligeables (thrombose, migration du stent). La transposition de la veine rénale gauche et la transposition de l’artère mésentérique sont des chirurgies lourdes avec un taux d’échecs élevé.
L’auto greffe rénale, consistant à prélever le rein gauche pour le positionner à droite ou plus bas à gauche de l’abdomen semble être la meilleure option thérapeutique.
Finalement, l'attitude attentiste est actuellement recommandée dans les cas modérés.